# Filip De Wilde
Filip Alfons De Wilde (født 5. juli 1964 i Zele, Belgien) er en tidligere belgisk fodboldspiller (målmand).

## Klubkarriere
I løbet af sin 23 år lange karriere spillede De Wilde primært for RSC Anderlecht i hjemlandet, som han over to omgange spillede i samlet 15 sæsoner. Han havde også ophold i portugisisk og østrigsk fodbold. Han vandt seks belgiske mesterskaber i sin tid med Anderlecht, og ét da han spillede for KSK Beveren. To gange, i 1994 og 2000, blev han kåret til Årets målmand i belgisk fodbold.

## Landsholdskarriere
De Wilde spillede desuden 33 kampe for det belgiske landshold. Han var en del af det belgiske hold til både VM i 1990, 1994 og 1998. Det var dog kun i 1998-turneringen, at han opnåede spilletid.
De Wilde var desuden belgiernes målmand under EM i 2000, på hjemmebane. Turneringen blev en katastrofe for ham, da han kostede mål både mod Sverige og Tyrkiet, og desuden blev udvist i opgøret mod Tyrkiet. Belgierne røg ud efter det indledende gruppespil.